# 쓰치우라역
쓰치우라역(일본어: 土浦駅, つちうらえき)은 일본 이바라키현 쓰치우라시에 있는 동일본 여객철도의 철도역이다.
우에노에서 시발한 대부분의 보통 열차와 모든 특별쾌속 열차가 쓰치우라 역에서 종착, 회차하여 우에노 방면으로 운행한다. 우에노에서 쓰치우라까지 아침, 심야, 평일 출퇴근 시간대를 제외하고 1시간에 3~4편 정도가 10~20분 간격으로 운행된다. 그러나 30분 간격으로 열차 간격이 넓어지는 때도 있다. 한편 쓰치우라 이북 구간(도모베, 미토, 가쓰타 방면)은 1시간에 2편 정도만 운행된다. 또한 쓰치우라 이북 구간과 이남 구간의 승강장 수용 길이가 다르기 때문에 쓰치우라 이북 구간으로 직결 운행하는 모든 열차가 열차의 부속편성 5량을 분리, 연결한다. 그러나 반대로 본편성 10량을 분리하고 부속편성 5량으로만 운행하는 열차도 2편 존재한다.
특급 프레시 히타치 호 전편성, 일부 슈퍼 히타치 호가 정차한다.

## 역 구조

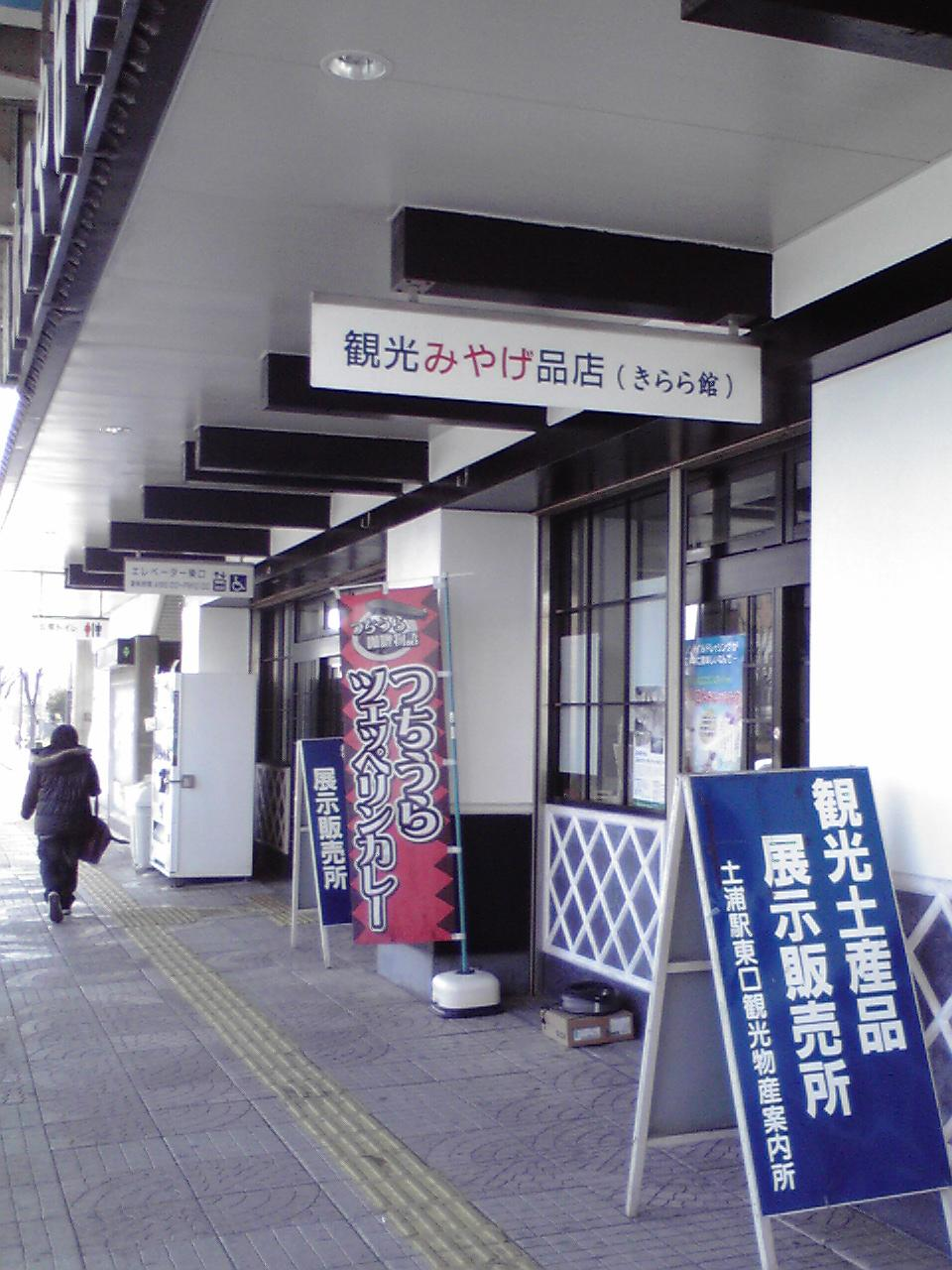
쓰치우라 역의 토산품 가게

단식 승강장 1면 1선, 섬식 승강장 1면 2선으로 총 2면 3선을 가지고 있는 지상역이다. 1번선이 하행 본선, 2번선이 상행 본선, 3번선이 상행 대피선이다. 1번선과 2번선 사이에는 1번선에서 갈라지는 중선도 있다.
승강장 위에는 교상역사가 있으며, 역사의 서쪽 출구와 연결되는 5층 형태의 역 빌딩도 있다. 역 빌딩은 1983년 4월 개업하였으며, 2008년 영업을 중단했다가 2009년 7월 24일 다른 브랜드로 리노베이션이 이루어졌다. 동쪽 출구 1층에는 토산품 가게가 있다.

### 승강장
| 1   | ■ 조반선 | 미토 · 가쓰타 · 다카하기 · 이와키 방면                           |
| 2·3 | ■ 조반선 | 도리데 · 마쓰도 · 우에노 · 도쿄 · 시나가와 방면 (우에노도쿄라인) |

## 역세권 정보
- 쓰치우라 항
- 간토 철도 본사
- 쓰치우라 항 게이세이 마리나

## 역사
- 1895년 11월 4일 - 일본 철도 쓰치우라 선의 역으로서 개업하였다.
- 1906년 11월 1일 - 국유화에 따라 국유철도(일본국유철도)의 소속이 되었다.
- 1918년 4월 17일 - 쓰쿠바 철도 쓰쿠바 선 쓰치우라 ~ 쓰쿠바 구간의 개업으로 환승역이 되었다.
- 1928년 3월 22일 - 조난 전기 철도 네자키 ~ 쓰치우라 구간이 개업하였다.
- 1938년 2월 28일 - 조난 전기 철도선이 폐선되었다.
- 1987년 4월 1일 - 민영화에 따라 동일본 여객철도의 소속이 되었으며, 쓰쿠바 철도 쓰쿠바 선이 폐지되었다.
- 2001년 11월 18일 - 스이카의 사용이 개시되었다.

## 인접역
| 동일본 여객철도            | 동일본 여객철도 | 동일본 여객철도      |
| -------------------------- | --------------- | -------------------- |
| 아라카와오키 시나가와 방면 | ■조반선         | 간다쓰 다카하기 방면 |